# Dianthus guessfeldtianus
Dianthus guessfeldtianus är en nejlikväxtart som beskrevs av Reinhold Conrad Muschler. Dianthus guessfeldtianus ingår i släktet nejlikor, och familjen nejlikväxter. Inga underarter finns listade i Catalogue of Life.